# Quận Lampasas, Texas
Quận Lampasas (tiếng Anh: Lampasas County) là một quận trong tiểu bang Texas, Hoa Kỳ. Quận lỵ đóng ở thành phố Lampasas, Texas 6. Theo kết quả điều tra dân số năm 2010 của Cục điều tra dân số Hoa Kỳ, quận có dân số 19.677 người 2.